# Erioptera illingworthi
Erioptera illingworthi là một loài ruồi trong họ Limoniidae. Chúng phân bố ở miền Australasia.